# Urocanylcholin
Urocanylcholin (auch Murexin) ist eine organisch-chemische Verbindung aus der Gruppe der Cholinester. Konkret handelt es sich um den Ester der Urocaninsäure mit Cholin. Demnach gehört sie auch zu den quartären Ammoniumverbindungen und den Imidazolen.

## Vorkommen und biologische Bedeutung

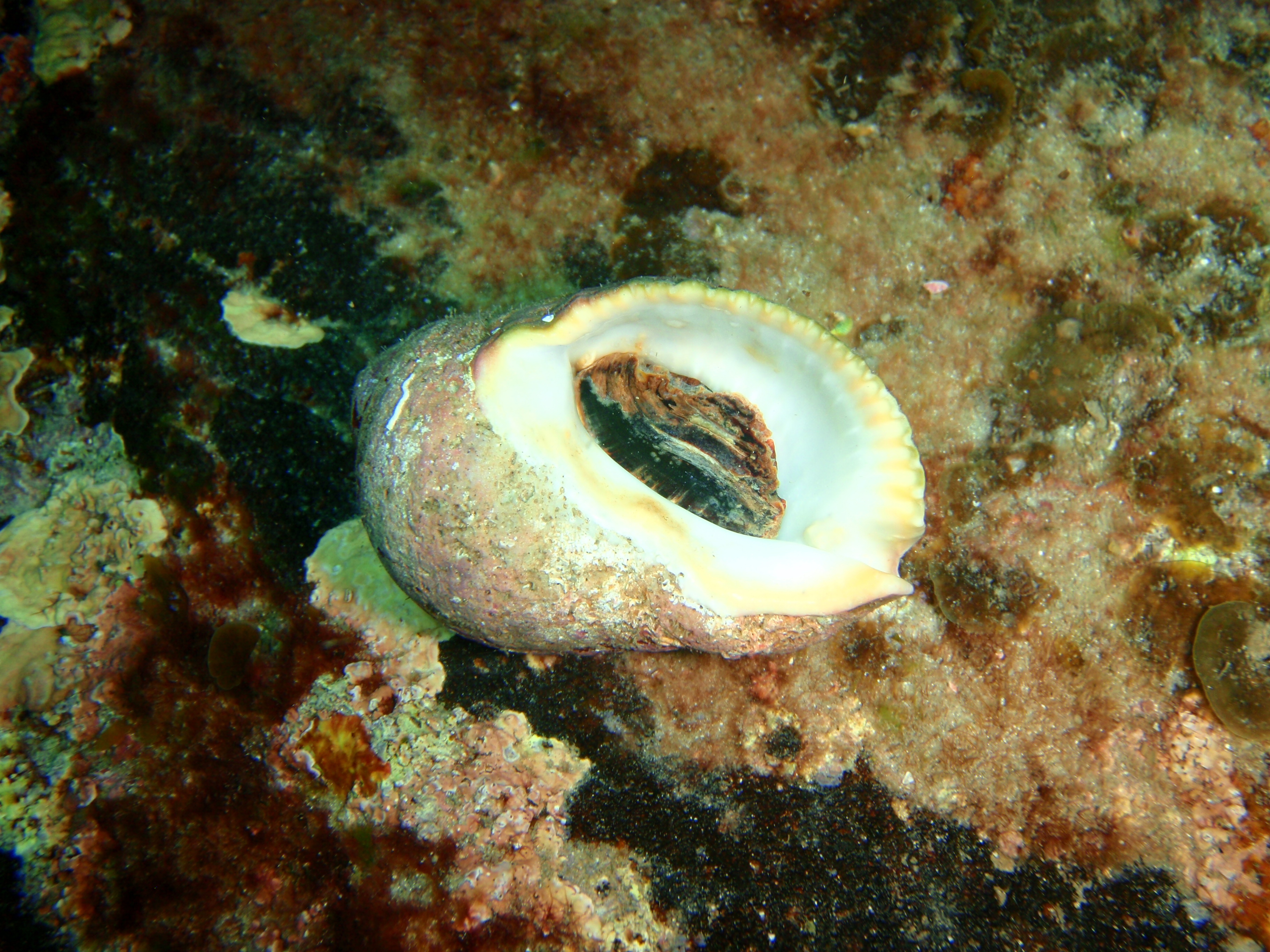
Urocanylcholin kommt in Stachelschnecken vor, beispielsweise in Dicathais orbita

Urocanylcholin kommt in verschiedenen Stachelschnecken vor, beispielsweise in Dicathais orbita oder der Stumpfen Stachelschnecke. In einer Studie mit über 50 Arten Stachelschnecken wurde Urocanylcholin bei der Mehrheit der Arten nachgewiesen. Möglicherweise dient es als Relaxans um die Eiablage zu vereinfachen. Außerdem wirkt es beruhigend auf die sich entwickelnden Larven und verhindert, dass die Einhülle beschädigt wird, bevor die Larven schlüpfen. Weiterhin kommt es als Kation eines Sulfat-Salzes vor, bei dem das Anion der biosynthetische Vorläufer des Purpurs ist.

## Pharmakologische Wirkung
Urocanylcholin wirkt als depolarisierendes Muskelrelaxans. Die Verbindung bindet sowohl an nicotinische als auch an muscarinische Acetylcholinrezeptoren.